# نصرت أباد (تبريز)
نصرت‌ أباد هي قرية في مقاطعة تبريز، إيران. عدد سكان هذه القرية هو 220 في سنة 2006.